# Pyrausta phoenicealis
Pyrausta phoenicealis is een vlinder van de familie van de grasmotten (Crambidae). De wetenschappelijke naam van deze soort is voor het eerst voorgesteld als Haematia phoenicealis door Jacob Hübner in een publicatie uit 1818.

## Verspreiding
De soort komt voor in:
- het Afrotropisch gebied waaronder Saudi-Arabië, de Verenigde Arabische Emiraten, Jemen, Senegal, Gambia, Mali, Sierra Leone, Liberia, Ghana, Congo-Kinshasa, Somalië, Namibië, Zimbabwe, Zuid-Afrika, Mahé, de Comoren, Madagaskar, Réunion, Mauritius,
- het Oriëntaals gebied waaronder India[1], China, Taiwan[2],
- het Australaziatisch gebied waaronder Australië (Queensland, Noordelijk Territorium[3]),
- het Nearctisch gebied waaronder het oosten van de Verenigde Staten[4],
- het Neotropisch gebied waaronder Cuba[4], Jamaica[5], de Dominicaanse Republiek, Puerto Rico[4], de Maagdeneilanden[5], Colombia en Brazilië.

## Waardplanten
De rups leeft op diverse soorten van de lipbloemenfamilie (Lamiaceae) waaronder Coleus-soorten, Dicerandra frutescens, Hyptis brevipes, Hyptis capitata, Hyptis pectinata, Ocimum tenuiflorum, Perilla frutescens en Rosmarinus officinalis.